# Associazione Calcio Savoia 1908 1983-1984
Questa voce raccoglie le informazioni riguardanti il Savoia nelle competizioni ufficiali della stagione 1983-1984.

## Stagione
La stagione 1983-1984 fu la 62ª stagione sportiva del Savoia.
Campionato Interregionale 1983-1984: 14º posto

## Divise e sponsor
Lo sponsor tecnico è Ennerre, mentre lo sponsor principale non è presente.
| Manica sinistra · Maglietta · Manica destra · Pantaloncini · Calzettoni |

## Organigramma societario
Area direttiva
- Presidente:  Pasquale Gallo
- Vice presidente: Michele Gallo

Area organizzativa
- Segretario generale: Giuseppe Sasso

Area tecnica
- Direttore Sportivo:
- Allenatore:  Celestino Boragine poi  Michele Gallo poi
 Franco Sgambato poi  Ciro Vesce

## Rosa
| N. |                   | Ruolo | Calciatore          |
| -- | ----------------- | ----- | ------------------- |
|    | Italia (bandiera) | P     | Germano Pietti      |
|    | Italia (bandiera) | P     | Francesco Del Prete |
|    | Italia (bandiera) | D     | Giuseppe Alfieri    |
|    | Italia (bandiera) | D     | Franco Allievi      |
|    | Italia (bandiera) | D     | Emilio De Matteo    |
|    | Italia (bandiera) | D     | Pasquale Immobile   |
|    | Italia (bandiera) | D     | Antonio Molisso     |
|    | Italia (bandiera) | D     | Michele Moriello    |
|    | Italia (bandiera) | D     | Pasquale Villapiano |
|    | Italia (bandiera) | D     | Raffaele Scala      |
|    | Italia (bandiera) | C     | Antonio Antezza     |
|    | Italia (bandiera) | C     | Luigi Bortolan      |

| N. |                   | Ruolo | Calciatore                   |
| -- | ----------------- | ----- | ---------------------------- |
|    | Italia (bandiera) | C     | Federico Cangiano            |
|    | Italia (bandiera) | C     | Salvatore Esposito           |
|    | Italia (bandiera) | C     | Maurizio Puglisi             |
|    | Italia (bandiera) | A     | Biagio Castaldo              |
|    | Italia (bandiera) | A     | Giovanni Fontanella          |
|    | Italia (bandiera) | A     | Bartolo Qualano              |
|    | Italia (bandiera) | A     | Vincenzo Sicuranza           |
|    | Italia (bandiera) | A     | Giuseppe Vianello (capitano) |
|    | Italia (bandiera) |       | Mario Caldara                |
|    | Italia (bandiera) |       | Vincenzo Cirillo             |
|    | Italia (bandiera) |       | Gambardella                  |

## Calciomercato
| Acquisti | Acquisti | Acquisti | Acquisti   |
| R.       | Nome     | da       | Modalità   |
| -------- | -------- | -------- | ---------- |
|          |          |          | definitivo |

| Cessioni | Cessioni             | Cessioni | Cessioni |
| R.       | Nome                 | a        | Modalità |
| -------- | -------------------- | -------- | -------- |
| A        | Giovanni Bacchiocchi | Paganese | prestito |

## Risultati

### Interregionale

#### Girone di andata
| Arbitro: | Archinà (Siderno) |

|             |           |  |
| Puglisi 25’ | Marcatori |  |

| Arbitro: | Pagano (Molfetta) |

|               |           |  |
| Linguetta 83’ | Marcatori |  |

| Arbitro: | Forte (Castelvetrano) |

|              |           |  |
| Immobile 44’ | Marcatori |  |

| Arbitro: | Tavano (Bari) |

|                                                         |           |                |
| Rispo 20’ Cerciello 30’ Sergio 35’, 40’ Del Giudice 43’ | Marcatori | 87’ Fontanella |

| Torre Annunziata 16 ottobre 1983, ore CEST 5ª giornata | Savoia              | 0 – 0 | Acerrana | Stadio Alfredo Giraud\| Arbitro: \| Albanese (Brindisi) \| |
| Arbitro:                                               | Albanese (Brindisi) |       |          |                                                            |

| Arbitro: | Cucchiara (Bari) |

|                            |           |                    |
| Mauro 5’ (rig.) Scotti 58’ | Marcatori | 34’ (rig.) Qualano |

| Torre Annunziata 30 ottobre 1983, ore CEST 7ª giornata | Savoia             | 0 – 0 | Boys Caivanese | Stadio Alfredo Giraud\| Arbitro: \| Garofalo (Isernia) \| |
| Arbitro:                                               | Garofalo (Isernia) |       |                |                                                           |

| Nola 6 novembre 1983, ore CEST 8ª giornata | Nola     | 0 – 0 | Savoia | \| Arbitro: \| Catalano \| |
| Arbitro:                                   | Catalano |       |        |                            |

| Arbitro: | Mercurio (Catanzaro) |

|  |           |                     |
|  | Marcatori | 87’ (rig.) Raimondo |

| Arbitro: | Florio (Chieti) |

|                                               |           |  |
| Allievi 45’ (rig.) Vianello 79’ Sicuranza 87’ | Marcatori |  |

| Arbitro: | Ardinà (Lodi) |

|                |           |  |
| Stefanelli 85’ | Marcatori |  |

| Arbitro: | Cernigaro (Trapani) |

|                |           |             |
| Fontanella 57’ | Marcatori | 30’ Galasso |

| Arbitro: | Di Cangi (Palermo) |

|           |           |  |
| Manna 71’ | Marcatori |  |

| Palma Campania 18 dicembre 1983, ore CEST 14ª giornata | Palmese             | 0 – 0 | Savoia | \| Arbitro: \| Papponetti (Aquila) \| |
| Arbitro:                                               | Papponetti (Aquila) |       |        |                                       |

| Torre Annunziata 8 gennaio 1984, ore CEST 15ª giornata | Savoia            | 0 – 0 | Gladiator | Stadio Alfredo Giraud\| Arbitro: \| Pirrone (Catania) \| |
| Arbitro:                                               | Pirrone (Catania) |       |           |                                                          |

#### Girone di ritorno
| Arbitro: | Ascenzo (Catania) |

|                |           |  |
| Robustelli 85’ | Marcatori |  |

| Arbitro: | Addamo (Lentini) |

|                                  |           |           |
| Fontanella 29’ De Sio 31’ (aut.) | Marcatori | 40’ Maria |

| Arbitro: | Coco (Frosinone) |

|                                              |           |                                           |
| Pellecchia 4’, 35’ Marrone 15’ Marchetti 42’ | Marcatori | 36’ Esposito 62’ De Matteo 80’ Villapiano |

| Arbitro: | Latilla (Bari) |

|                |           |  |
| Villapiano 84’ | Marcatori |  |

| Arbitro: | Caserta (Matera) |

|              |           |                |
| Buonanno 20’ | Marcatori | 65’ Villapiano |

| Torre Annunziata 19 febbraio 1984, ore CEST 21ª giornata | Savoia                       | 0 – 0 | Viribus Unitis | Stadio Alfredo Giraud\| Arbitro: \| Cristaldi (Mazara del Vallo) \| |
| Arbitro:                                                 | Cristaldi (Mazara del Vallo) |       |                |                                                                     |

| Arbitro: | Scarzelli (Cosenza) |

|                 |           |               |
| Cinquegrana 44’ | Marcatori | 51’ Sicuranza |

| Arbitro: | Piccinini (Molfetta) |

|                |           |                         |
| Fontanella 34’ | Marcatori | 45’ Grassi 56’ Fiorillo |

| Arbitro: | Salerno (Acireale) |

|                     |           |                          |
| Raimondo 40’ (rig.) | Marcatori | 19’ Allievi 79’ Cangiano |

| Arbitro: | Pinna (Cagliari) |

|             |           |  |
| Liberti 55’ | Marcatori |  |

| Arbitro: | Siratti (Gubbio) |

|  |           |             |
|  | Marcatori | 50’ De Risi |

| Ariano Irpino 15 aprile 1984, ore CEST 27ª giornata | Ariano              | 0 – 0 | Savoia | \| Arbitro: \| Capogreco (Catania) \| |
| Arbitro:                                            | Capogreco (Catania) |       |        |                                       |

| Arbitro: | Cafaro (Grosseto) |

|                |           |            |
| Fontanella 71’ | Marcatori | 61’ Avolio |

| Arbitro: | Capovilla (Carrara) |

|                            |           |           |
| Vianello 52’ Sicuranza 83’ | Marcatori | 73’ Lauri |

| Arbitro: | Cernigliaro (Trapani) |

|             |           |                                 |
| Di Baia 61’ | Marcatori | 26’ (rig.) Allievi 89’ Vianello |

### Coppa Italia

#### Primo turno
| Torre Annunziata 4 settembre 1983, ore CEST Andata | Savoia | 1 – 2 | Pomigliano | Stadio Alfredo Giraud |

| Pomigliano d'Arco 11 settembre 1983, ore CEST Ritorno | Pomigliano | 0 – 0 | Savoia | Stadio Ugo Gobbato |

## Statistiche

### Statistiche di squadra
| Competizione              | Punti | In casa | In casa | In casa | In casa | In casa | In casa | In trasferta | In trasferta | In trasferta | In trasferta | In trasferta | In trasferta | Totale | Totale | Totale | Totale | Totale | Totale | DR |
| Competizione              | Punti | G       | V       | N       | P       | Gf      | Gs      | G            | V            | N            | P            | Gf           | Gs           | G      | V      | N      | P      | Gf     | Gs     | DR |
| ------------------------- | ----- | ------- | ------- | ------- | ------- | ------- | ------- | ------------ | ------------ | ------------ | ------------ | ------------ | ------------ | ------ | ------ | ------ | ------ | ------ | ------ | -- |
| Campionato Interregionale | 27    | 15      | 6       | 6       | 3       | 13      | 8       | 15           | 2            | 5            | 8            | 11           | 20           | 30     | 8      | 11     | 11     | 24     | 28     | -4 |
| Coppa Italia Dilettanti   | -     | 1       | 0       | 0       | 1       | 1       | 2       | 1            | 0            | 1            | 0            | 0            | 0            | 2      | 0      | 1      | 1      | 1      | 2      | -1 |
| Totale                    | 27    | 16      | 6       | 6       | 4       | 14      | 10      | 16           | 2            | 6            | 8            | 11           | 20           | 32     | 8      | 12     | 12     | 25     | 30     | -5 |

### Andamento in campionato
| Giornata  | 1 | 2 | 3 | 4 | 5 | 6 | 7 | 8 | 9 | 10 | 11 | 12 | 13 | 14 | 15 | 16 | 17 | 18 | 19 | 20 | 21 | 22 | 23 | 24 | 25 | 26 | 27 | 28 | 29 | 30 |
| --------- | - | - | - | - | - | - | - | - | - | -- | -- | -- | -- | -- | -- | -- | -- | -- | -- | -- | -- | -- | -- | -- | -- | -- | -- | -- | -- | -- |
| Luogo     | C | T | C | T | C | T | C | T | C | C  | T  | C  | T  | T  | C  | T  | C  | T  | C  | T  | C  | T  | C  | T  | T  | C  | T  | C  | C  | T  |
| Risultato | V | P | V | P | N | P | N | N | P | V  | P  | N  | P  | N  | N  | P  | V  | P  | V  | N  | N  | N  | P  | V  | P  | P  | N  | N  | V  | V  |
| Posizione | 1 |   |   |   |   |   |   |   |   |    |    |    |    |    |    |    |    |    |    |    |    |    |    |    |    |    |    |    |    | 14 |

Legenda:

Luogo: C = Casa; T = Trasferta. Risultato: V = Vittoria; N = Pareggio; P = Sconfitta.

### Statistiche dei giocatori
| Giocatore     | Campionato Interregionale | Campionato Interregionale | Coppa Italia Dilettanti | Coppa Italia Dilettanti | Totale   | Totale |
| Giocatore     | Presenze                  | Reti                      | Presenze                | Reti                    | Presenze | Reti   |
| ------------- | ------------------------- | ------------------------- | ----------------------- | ----------------------- | -------- | ------ |
| G. Alfieri    | 13                        | 0                         | ?                       | ?                       | 13+      | 0+     |
| F. Allievi    | 22                        | 3                         | ?                       | ?                       | 22+      | 3+     |
| A. Antezza    | 20                        | 0                         | ?                       | ?                       | 20+      | 0+     |
| L. Bortolan   | 14                        | 0                         | ?                       | ?                       | 14+      | 0+     |
| M. Caldara    | 3                         | 0                         | ?                       | ?                       | 3+       | 0+     |
| F. Cangiano   | 28                        | 1                         | ?                       | ?                       | 28+      | 1+     |
| B. Castaldo   | 13                        | 0                         | ?                       | ?                       | 13+      | 0+     |
| V. Cirillo    | 22                        | 1                         | ?                       | ?                       | 22+      | 1+     |
| F. Del Prete  | 29                        | -27                       | ?                       | ?                       | 29+      | -27+   |
| E. De Matteo  | 25                        | 1                         | ?                       | ?                       | 25+      | 1+     |
| S. Esposito   | 28                        | 1                         | ?                       | ?                       | 28+      | 1+     |
| G. Fontanella | 24                        | 5                         | ?                       | ?                       | 24+      | 5+     |
| Gambardella   | 1                         | 0                         | ?                       | ?                       | 1+       | 0+     |
| P. Immobile   | 24                        | 1                         | ?                       | ?                       | 24+      | 1+     |
| A. Molisso    | 17                        | 0                         | ?                       | ?                       | 17+      | 0+     |
| M. Moriello   | 14                        | 0                         | ?                       | ?                       | 14+      | 0+     |
| G. Pietti     | 1                         | -1                        | ?                       | ?                       | 1+       | -1+    |
| M. Puglisi    | 17                        | 1                         | ?                       | ?                       | 17+      | 1+     |
| B. Qualano    | 5                         | 1                         | ?                       | ?                       | 5+       | 1+     |
| R. Scala      | 3                         | 0                         | ?                       | ?                       | 3+       | 0+     |
| V. Sicuranza  | 29                        | 3                         | ?                       | ?                       | 29+      | 3+     |
| G. Vianello   | 24                        | 3                         | ?                       | ?                       | 24+      | 3+     |
| P. Villapiano | 22                        | 3                         | ?                       | ?                       | 22+      | 3+     |